# Natalia López Gallardo
Natalia López Gallardo (La Paz, 1980) és una editora, muntadora, directora i postproductora de cinema boliviana-mexicana.
Va néixer a La Paz, on va estudiar Arquitectura. A començaments del 2000 es va traslladar a Mèxic on continua residint. En aquest país es va sentir atreta pel cinema i va ingressar en el Centro de Capacitación Cinematográfica. El 2006 va realitzar la direcció del seu primer curt, En el cielo como en la tierra produït per Adriana Castillo i el Centro de Capacitación Cinematográfica, que va formar part de la selecció oficial del Festival Internacional de Cinema de Morelia i que va ser presentat en la setmana de la Crítica al Festival de Canes en 2007. El 2011 va ser cofundadora amb Carlos Reygadas de l'estudi de posyproducció Splendor Omnia situat a Tepoztlán, Morelos.
López Gallardo ha treballat com a editora muntadora en pel·lícules com Luz silenciosa (2007) i Post Tenebras Lux (2012) de Carlos Reygadas, Heli (2013) d'Amat Escalante, o Jauja (2014) de Lisandro Alonso. El 2018 va experimentar en l'actuació amb Nuestro tiempo dirigida per Carlos Reygadas, en la que també fou editora.
El 2022 estrena el seu primer llargmetratge, Manto de gemas, una pel·lícula que explora la violència generada pel crim organitzat, en la qual narra la història de tres dones que viuen l'opressió de la institucionalitat del narcotràfic en una zona rural del nord del país. La pel·lícula, inspirada per la situació de la gent de l'estat de Morelos, on resideix la cineasta, és una de les 18 que van competir per l'Os d'Or en la Berlinale 2022 La pel·lícula protagonitzada per Nailea Norvind, Antonia Olivares i Daniel García Treviño és una coproducció entre Mèxic, l'Argentina i els Estats Units.

## Filmografia
- En el cielo como en la tierra (2007) curt 20' - directora y guionista
- Luz silenciosa (2008) muntadora
- Post Tenebras Lux (2012) muntadora
- Heli (2013) - muntadora
- Jauja (2014) - muntadora
- Nuestro tiempo (2018) - actriu
- Manto de gemas (2022) - directora i guionista